# Église de l'Assomption-de-Notre-Dame de Molandier
L'église de l'Assomption-de-Notre-Dame de Molandier est une église située en France sur la commune de Molandier, dans le département de l'Aude en région Occitanie.
Le clocher-mur et le portail ont été inscrits au titre des monuments historiques en 1948.

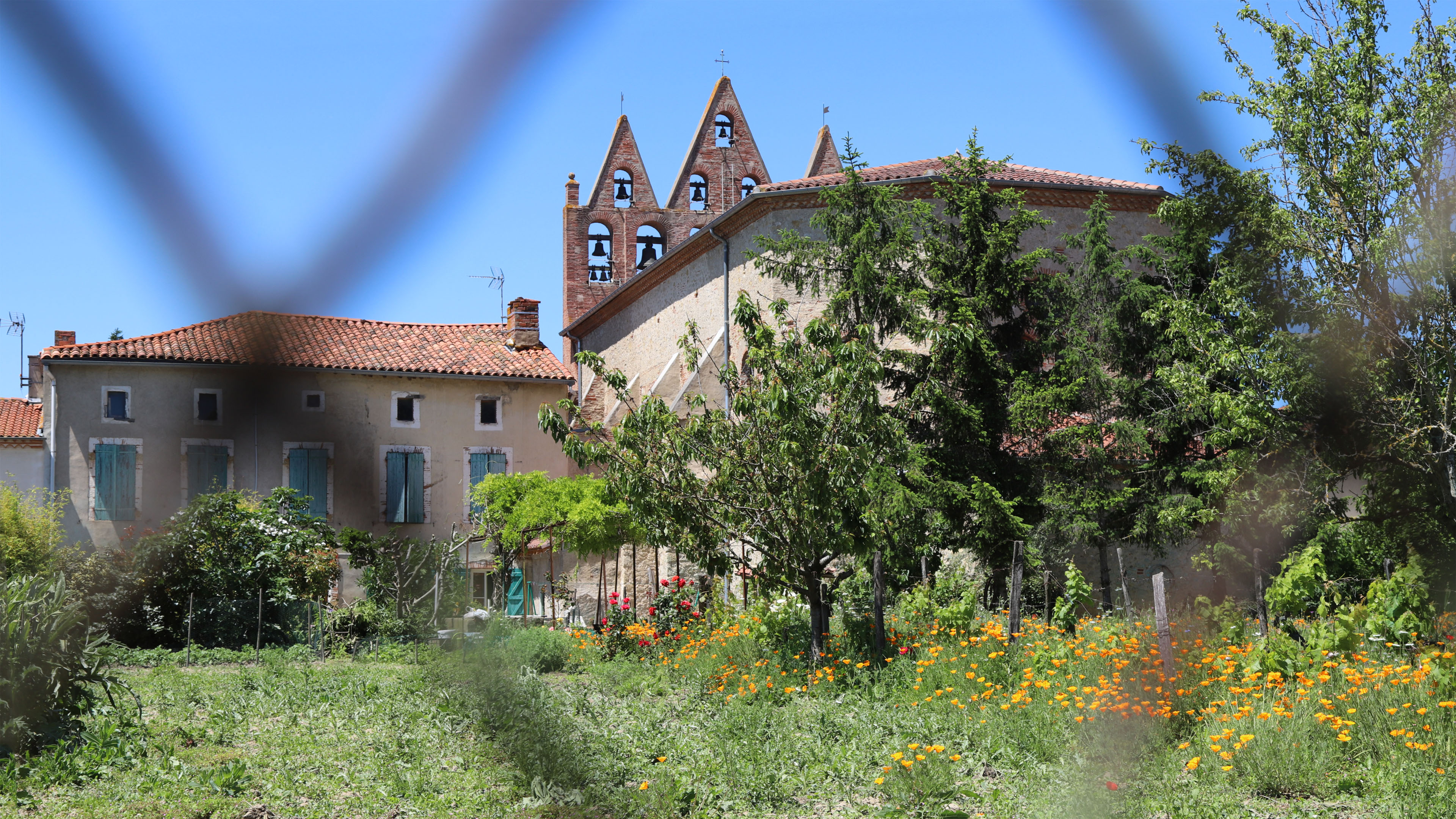

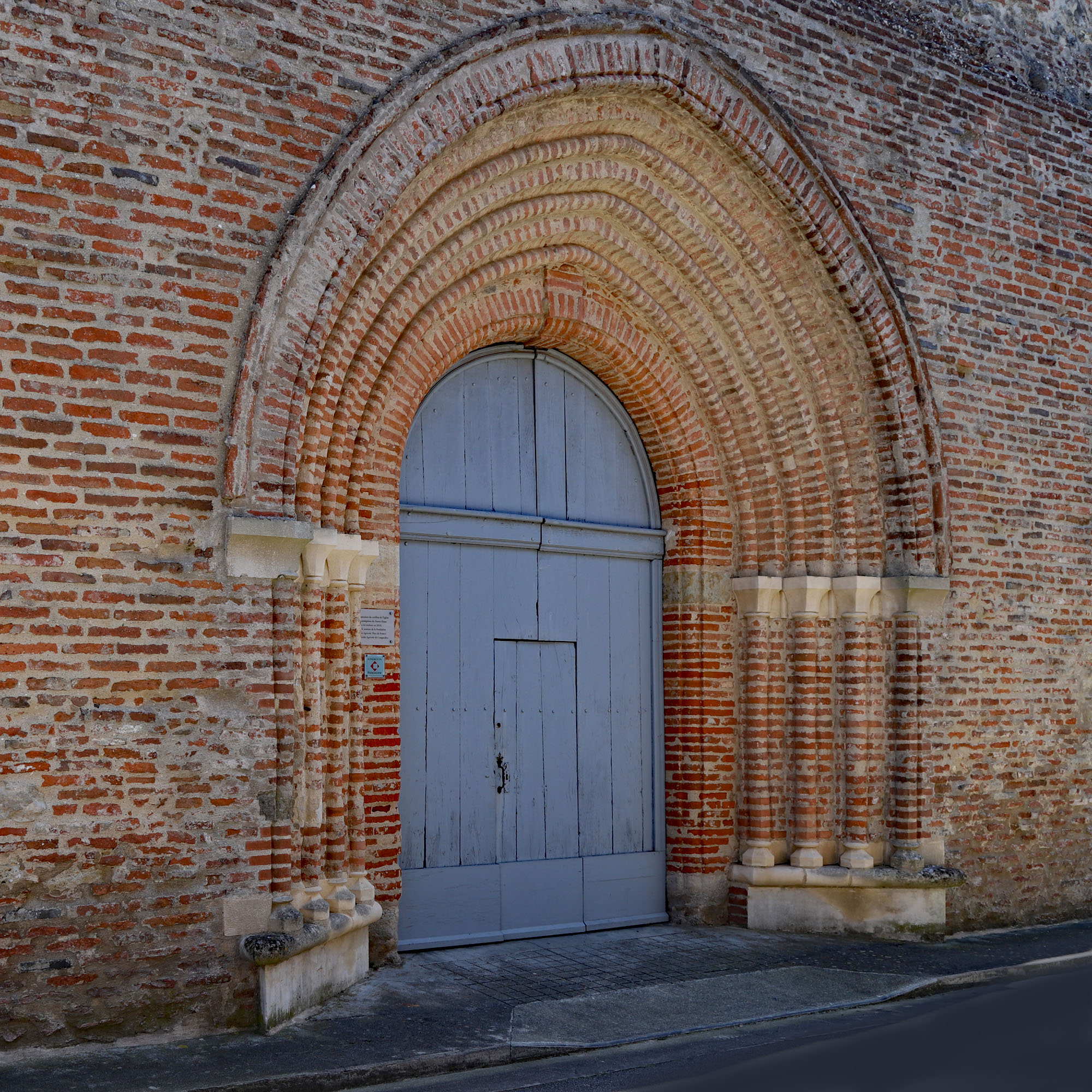

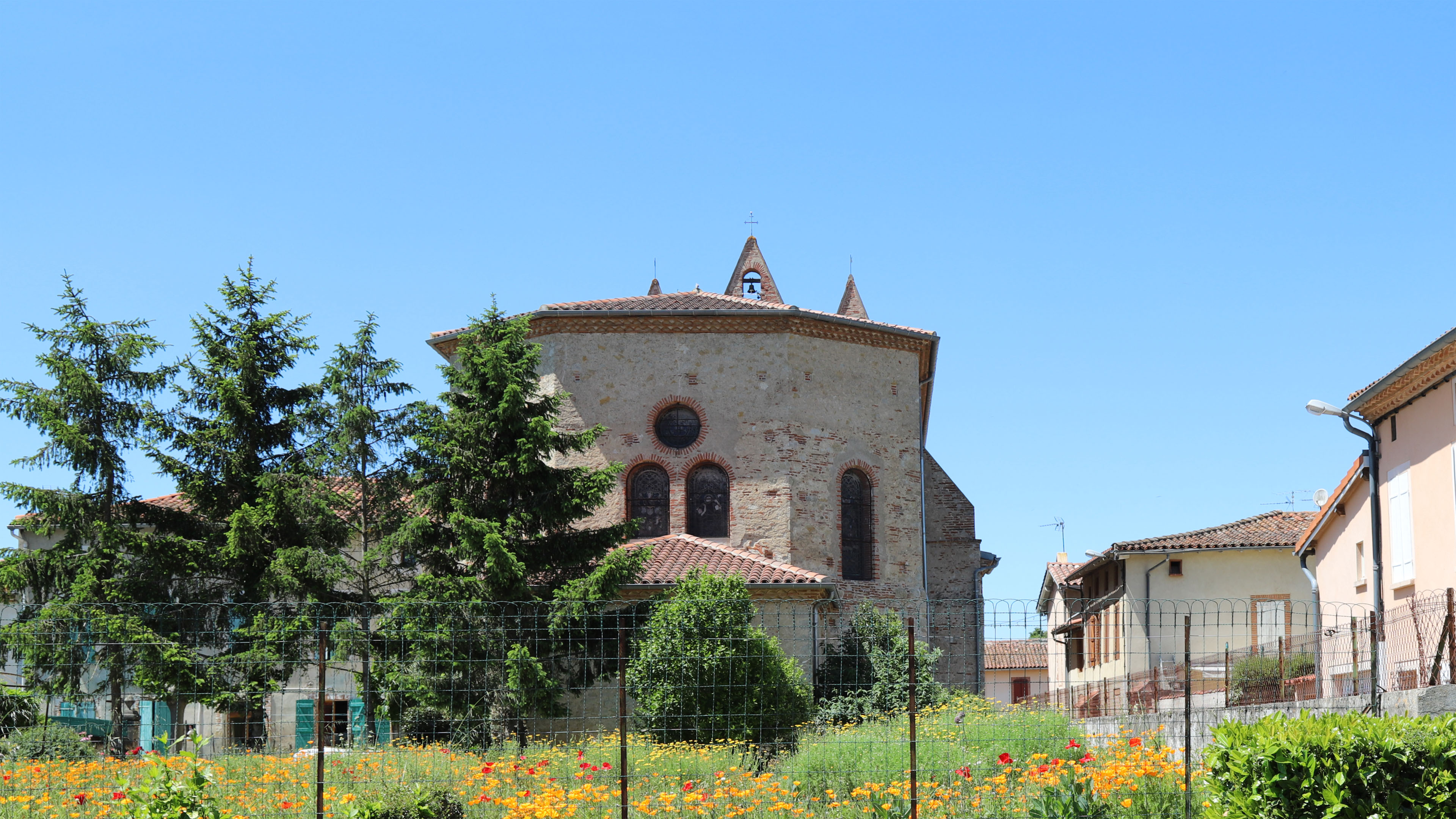

## Localisation
L'église est située sur la commune de Molandier, dans le département français de l'Aude.